# Pitigliano
Pitigliano település Olaszországban, Toszkána régióban, Grosseto megyében. Lakosainak száma 3586 fő (2023. január 1.). Pitigliano Ischia di Castro, Latera, Sorano, Manciano, Valentano és Farnese községekkel határos.

## Népesség
A település lakossága az elmúlt években az alábbi módon változott:
| Lakosok száma | 3795 | 3757 | 3586 |
|               | 2017 | 2018 | 2023 |